# (82936) 2001 QQ113
2001 كيو كيو 113 (ويعرف أيضًا باسم (82936) 2001 كيو كيو 113 وفق تسمية الكوكب الصغير) (بالإنجليزية: 2001 QQ113)‏ هو كويكب ضمن حزام الكويكبات؛ وترتيبه 82936 من حيث الاكتشاف.
اكتُشف هذا الجُرم الفلكي بواسطة William Kwong Yu Yeung ‏ في 25 أغسطس 2001.

## وصلات خارجية
- (82936) 2001 QQ113 في قاعدة بيانات مختبر الدفع النفاث لأجرام النظام الشمسي الصغيرة

- الاكتشاف · مخطط المدار ·  العناصر المدارية · المعلمات المادية

- (82936) 2001 QQ113 على موقع ويكي سكاي: DSS2, SDSS, GALEX, IRAS, Hydrogen α, X-Ray, Astrophoto, Sky Map, Articles and images